# Actinella
Actinella (лат.) — род наземных лёгочных улиток из семейства Geomitridae (ранее — Hygromiidae). Многие виды рода являются эндемичными для Португалии. Некоторые виды считаются уязвимыми и находятся под охраной.

## Классификация
Род делят на два подрода: Plebecula, включающий два вида, и Actinella, включающий остальные.
Подрод Actinella
- Actinella actinophora
- Actinella armitageana
- Actinella carinofausta
- Actinella effugiens
- Actinella fausta
- Actinella laciniosa
- Actinella obserata
- Actinella robusta

Подрод Plebecula
- Actinella anaglyptica
- Actinella giramica